# Karin Dörre (Malerin)
Karin Dörre (* 30. Mai 1964 in Peine, Niedersachsen) ist eine  deutsche Malerin. Sie lebt und wirkt in Mülheim an der Ruhr.

## Biografie
Karin Dörre begann in jungen Jahren mit der Malerei, arbeitete während der Schulzeit  in einer Düsseldorfer Kunsthandlung, wo sie u. a. bei der  Gemälderestauration und als Portraitmalerin beschäftigt war.
Nach dem Abitur absolvierte sie eine Ausbildung in einem Architekturbüro. Nach einer künstlerischen  Schaffenspause begann sie 2005 mit der Ausstellungstätigkeit und nimmt seitdem regelmäßig an Ausstellungen im In- und Ausland teil.
Sie ist Mitglied in mehreren Düsseldorfer Kunstvereinen und war von 2010 bis 2022 Vorstandsmitglied im BBK-Bezirksverband Düsseldorf. Im Rahmen ihrer Vorstandstätigkeit war sie u. a. auch als Jurorin für die Auswahl von BBK-Künstlern bei BBK-internen Ausstellungen beteiligt.
Seit September 2022 ist Karin Dörre Vorsitzende des 2019 gegründeten Vereins „Arbeitsgemeinschaft Mülheimer Künstlerinnen und Künstler e.V.“ dem Nachfolgeverein einer bis dahin offenen Mülheimer Künstlergemeinschaft.

## Werk
Dörre arbeitet mit Öl- und Acrylfarbe auf Leinwand, zeichnet mit Feder und Tusche, Graphit, Kreide und aquarelliert. Neben der Herstellung von Kleinobjekten aus Materialmix, arbeitet sie als Buchillustratorin und experimentelle Fotografin.
Ihre Fotografien werden mittels Projektor verfremdet in die Malerei integriert; durch den Kontrast der unterschiedlichen Darstellung entstehen Beziehungen und Sichtweisen, durch die Verwendung der Fotos findet ein Dialog statt.

## Preise und Auszeichnungen
- 2006 Nominierung und Finalistin für den  Award  der Art.Fair21 Cologne für das Werk „Gesellschaftsbild“
- 2009 Kunstpreis der Ausstellung „Schmerzbilder vom Menschen“ im Wilhelm-Fabry-Museum, Hilden für das Werk „Hommage an Robert Capa-part two: Refugees“
- 2009 Kulturpreis Mettmann, „Zeichnung“ für Federzeichnungen, „storyboards“ und „was ist mit utopia?“[1]
- 2010  „Hochwasserpreis 2010“ der Hochwassernotgemeinschaft Rhein e.V. für das Werk „unexpected“ aus dem Zyklus „Transformation“.

## Karin Dörre Gruppenausstellungen (Auswahl)
- 4th Lessedra World Art Print Annual, Sofia, National Palace of Culture, Bulgarien (Katalog)
- 2nd International Collage Exhibition, Vilnius, Galerie „Kaire Desine“, Litauen (Katalog)[2]
- Elbart 2006, Hamburg, Internationale Kunstausstellung im Alten Elbtunnel (Katalog)[3]
- Nordart 2006, Rendsburg-Büdelsdorf, 9. Internationale Kunstausstellung KiC-Kunst in der Carlshütte
- ART.FAIR 21 Cologne 2006, Köln, Sonderausstellung im Rahmen der Messe im EXPO XXI-Gebäude Nominiert für den Gesellschafter.art award 2006, Finalistin
- Nordart 2007, Rendsburg-Büdelsdorf, 10. Internationale Kunstausstellung KiC-Kunst in der Carlshütte (Katalog)
- Natur-Mensch, 13. Kunstausstellung Naturpark Harz, St. Andreasberg (Katalog)
- 7. Niedersächsische Grafiktriennale, Weserrenaissance-Schloss Bevern (Katalog)
- OSTRALE 2008 – Transformation, Dresden, 2. Internationale Ausstellung zeitgenössischer Kunst (Katalog)[4]
- Schmerz, Bilder vom Menschen, 6. Themenausstellung im Wilhelm-Fabry-Museum (Katalog)Verleihung des Kunstpreises 2. Preis sowie des Publikumspreises
- Natur Mensch, 14. Kunstausstellung Naturpark Harz, St. Andreasberg (Katalog)
- Anonymous Drawings No. 9, Zeichnungen, Kunstraum Kreuzberg Bethanien, Berlin (Katalog)[5]
- „kunstpreis bombe“, produzentengalerie plan.d, Düsseldorf
- Natur-Mensch, 15. Kunstausstellung Naturpark Harz, St. Andreasberg (Katalog)
- Schlachtfelder, BBK-Kunstforum, Düsseldorf[6]
- Time of Drawing, Internationale Ausstellung Zeichnungen, Climate Gallery, Long Island City, New York, USA (Katalog)
- NRW-Künstler/-innen Treffen Peter Paul Rubens, anlässlich des NRW-Tages in Siegen, Kunstverein Siegen[7]
- Landschaft, BBK-Kunstforum Düsseldorf[8]
- 9 – Die Neuen, Ausstellungshalle Kunst im Hafen, Düsseldorf[9]
- „Dem Gehirn auf der Spur“, Denken – Erinnern – Vergessen, 7. Themenausstellung im Wilhelm-Fabry-Museum, Hilden[10]
- „JACKSON POLLOCK VISITING“, Schau im Pollock-Jahr 2017 – Stadt Mülheim in der Galerie an der Ruhr, Mülheim[11]

## Einzelausstellungen (Auswahl)
- À Vis, Einzelausstellung Dürener Tor Nideggen (Katalog)
- Großstadtwelten, Einzelausstellung Malerei mit dem Gemäldezyklus als Beitrag zu der internationalen Tagung „Aisthesis und Medium“, MAK Museum für Angewandte Kunst, Köln (Dokumentation „Wie ist Kunst möglich?“ ISBN 978-3-86599-090-7)
- Reflexionen, Einzelausstellung, Kunstverein damenundherren e.V., Düsseldorf
- Kunstpunkte 2009, Düsseldorf, Einzelausstellung im Kunstraum Hilden
- Kulturpreis Mettmann 2009 – Zeichnungen und Bilder der Preisträgerin, Einzelausstellung zu der Neanderland-Nacht der Museen im Kunstraum Hilden
- Karin Dörre – Malerei und Zeichnung im Dialog mit Carmen Casty – Fotografie und Installation produzentengalerie plan.d, Düsseldorf[12]
- Karin Dörre – Transformation, Kunstverein Kulturwerkstatt Meiderich e.V. Duisburg[13]
- Karin Dörre – „Landschaft – neu definiert“ – 2015 Ausstellung in der Galerie an der Ruhr / Ruhr Gallery Mülheim[14]